# Jython
Jython је имплементација програмског језика Пајтон дизајнирана да ради на Јава платформи. Jython je наследник JPython-а.

## Преглед
Jython програми могу увозити и користити било коју Јава класу. Осим неких стандардних модула, Jython програми користе Јава класе уместо Пајтонових модула. Jython укључује скоро све модуле у стандардној дистрибуцији програмског језика Пајтон, изузимајући само неколико модула првобитно имплементираних у C-у. На пример, кориснички интерфејс у Jython-у може бити написан са Swing, AWT или SWT. Jython компајлира до Јава бајткода (интермедијарног језика), на захтев или статично.
У Јави можете развити аплети за веб претраживаче. Али аплети тренутно нису укључени у Јитхон. Компајлер је уклоњен из Јитхон 2.5.0 да би се увела нова технологија која боље имплементира креирање аплета.""

## Историја
Jython је оригинално направљен касне 1997. да замени C са Јавом за рачунски интензивни код коме се приступа из Пајтонових програма, премештајући се на SourceForge током октобра 2000. Фондација Софтвера Пајтон доделила је стипендију јануара 2005. године. Jython 2.5 је лансиран током јуна 2009. године.

## Статус и путања
Последња верзија је Jython 2.7.0. Објављена је 2. маја 2015. године и компатибилна је са Пајтоном 2.7.
Иако Jython имплементира Пајтонову језичку спецификацију, има некех разлика и некомпатибилности са CPython-ом, који је референтна имплементација Пајтона.

## Лиценца услова
Од верзије 2.2, Jython (укључујући стандардне библиотеке) је објављен под лиценцом Фондације Софтвера Пајтона (v2). Старије верзије су покривене са Jython 2.0, 2.1 лиценцом а JPython 1.1.x Софтверском Лиценцом.
Интерпретатор линија команди је доступан под Лиценцом Apache Software.

## Коришћење
Jython је један од два скриптна језика (са Jacl) коришћена у WebSphere Application Server-у. Коришћен је у IBM Решнл развојним алатима, где Jython пројекти могу бити направљени са чаробњацима. Коришћен је као главни програмски језик за DataMelt научна истраживања. Корист Jython-а за научне апликације је поменута у књизи "Scientific Data analysis using Jython Scripting and Java" од С. Чеканова.